# Toon Ramselaar
Antonius Cornelis (Toon) Ramselaar (Amersfoort, 4 september 1899 – Utrecht, 2 januari 1981) was rooms-katholieke priester van het aartsbisdom Utrecht. Hij bewoog zich begin jaren 30 in kringen van jonge kunstenaars van het tijdschrift De Gemeenschap. Ramselaar zette zich in voor een moderne vrijere jeugdopvoeding. In 1945 werd hij benoemd tot president van het klein-seminarie Apeldoorn. Hij kwam vroegtijdig op voor de rol van de vrouw in de katholieke kerk en viel verder op door zijn openheid voor andere culturen en voor nieuwe gedachten in filosofie en theologie. Hij had een grote belangstelling voor Latijns-Amerika en de daar ontwikkelde bevrijdingstheologie.

## Levensloop
Na de Tweede Wereldoorlog heeft Ramselaar zich in het bijzonder ingezet voor nieuwe verhoudingen tussen christendom en jodendom. In 1951 richtte hij de Katholieke Raad voor Israël op, waar hij tot 1971 voorzitter van was. Hij startte het blad Christus en Israël (1957-1972), dat later oecumenisch werd voortgezet als Ter Herkenning. Hij was een krachtig tegenstander van de zogenaamde substitutietheologie, die de Rooms-Katholieke Kerk theologisch als uitsluitende erfopvolger van het religieuze jodendom beschouwde. Ramselaar heeft bijgedragen aan het gedeelte van de verklaring Nostra Aetate van het Tweede Vaticaans Concilie (1965), dat zich uitspreekt over de houding van de kerk ten opzichte van de niet-christelijke godsdiensten, waaronder het jodendom. Hij had overigens een uitspraak gewenst los van uitspraken over andere wereldgodsdiensten omdat het jodendom in zijn ogen in het heilsplan van God een unieke, exclusieve plaats inneemt. Onduidelijk is, in hoeverre Ramselaar daarmee ook een katholieke Israëltheologie voorstond, zoals die in de protestantse kerken na de Tweede Wereldoorlog opkwam en die tot op zekere hoogte óók de staat Israël een speciale, theologische plaats ging toedelen. Voor kritiek op de staat Israël was Ramselaar in ieder geval overgevoelig. Voor hem viel die kritiek al snel samen met antisemitisme. De discussie met Palestijnse christelijke bevrijdingstheologen, zoals Mitri Raheb, die zich verweren tegen deze Israëltheologie, omdat die in hun ogen de verdrijving van hun land legitimeert, heeft Ramselaar nooit kunnen voeren.
Bij zijn begrafenis op 7 januari 1981 heeft rabbijn Abraham Soetendorp namens de joodse gemeenschap een zegenbede uitgesproken. Het was Ramselaars wens dat op zijn graf de woorden staan: "Shalom Israël".

## Onderscheidingen
- Geheim kamerheer van de paus, benoemd in 1950;[1]
- Officier in de Orde van Oranje-Nassau.[2][3]